# 저축
저축(貯蓄, 영어: saving)은 소득 중에서 소비로 지출되지 않은 부분이다. 저축의 방법에는 은행에 돈을 맡기거나 연금 저축에 돈을 넣는 것 등이 있다. 저축에는 또한 지출을 줄이는 것도 포함된다. 개인적 재무의 관점에서 저축에는 예금 등 낮은 위험으로 돈을 보존하는 것에서 위험이 높은 투자까지 존재한다.
저축의 범위에 대해서는 논쟁이 존재한다. 예를 들면 담보 대출 상환에 소비된 소득의 일부분은 현재 소비에 사용되지 않으므로, 위의 정의에 따라 저축에 해당한다. 그러나 미국에서 국내 총생산을 측정할 때, 개인의 이자 지불은 '저축'으로 취급되지 않는다.

## 같이 보기
- 자본 축적